# Hipólito Atilio López
Hipólito Atilio López, llamado Atilio López, "el negro" (Córdoba, 9 de agosto de  1929-Capilla del Señor, 16 de septiembre de  1974), fue un dirigente gremial y  político argentino, perteneciente al Partido Justicialista, vicegobernador de Córdoba y víctima de la Triple A.

## Líder sindical en el Cordobazo
Su padre era empleado en la sastrería de la cárcel de encausados y su madre ama de casa. Le pusieron Hipólito como primer nombre en honor al presidente Yrigoyen y porque compartían el ideario de la Unión Cívica Radical. Asistió a la escuela Olmos. Abandonó la escuela primaria para dedicarse al trabajo y al deporte. A los 15 años ingresó como cadete en una fábrica de galletitas. Su único biógrafo hasta la fecha, Mario Lavroff, destaca que por aquel entonces ya manifestaba una clara vocación por la defensa de los trabajadores. En forma simultánea continúa compitiendo en 100 y 200 metros llanos. Llegó incluso a ser campeón argentino. A los 21 años ingresa como chófer a la empresa de transporte automotor CATA.
Carismático, inteligente y decidido, fue elegido delegado sindical en la Unión Tranviarios Automotor (UTA). Al igual que la mayoría de los trabajadores cordobeses, se identificó con el peronismo, y poco después, pasa a desempeñarse como delegado de la Comisión Administrativa del Transporte Automotor (CATA), puesto en el que se encuentra al producirse el golpe militar del 16 de septiembre de 1955.
Como muchos peronistas, sufre su primera prisión y no bien recupera la libertad. Después de la disolución de la CATA -obra del interventor federal Rogelio Nores Martínez- redobla sus esfuerzos junto a otros compañeros para reorganizar el gremio.
Durante la dictadura de la  Revolución Libertadora, dirigió la primera huelga levantando los programas obreros aprobados en Huerta Grande y La Falda.
Desde muy joven, milita sindicalmente en el gremio del transporte. En 1952, se gradúa en la Escuela Sindical de la CGT. Al igual que la mayoría de los trabajadores cordobeses, se identificó con el peronismo, y poco después, pasa a desempeñarse como delegado de la Comisión Administrativa del Transporte Automotor (CATA), puesto en el que se encuentra al producirse el golpe militar del 16 de septiembre de 1955, tras el cual permanecerá como preso político en la prisión de Las Heras, Córdoba donde será torturado en repetidas ocasiones durante la dictadura de Pedro Eugenio Aramburu en 1956.
Atilio ganó la consideración de los trabajadores cuando, actuando en el peronismo de la resistencia a poco de la caída de Perón en 1955, dirigió la primera huelga en el período de la "Revolución Fusiladora", bajo los programas obreros aprobados en Huerta Grande y La Falda.
A los 27 años, ya era secretario general de UTA y ocupó igual cargo en la Confederación General del Trabajo (CGT-Combativa) de Córdoba, pluralista y antiverticalista. En 1969, junto a Elpidio Torres y Agustín Tosco fueron los referentes claves del Cordobazo antesala de la caída del dictador Juan Carlos Onganía.
En 1969, Atilio ya es dirigente en uno de los gremios más combativos de Córdoba, la Unión Tranviarios Automotor (UTA) y como tal participa en el "Cordobazo", junto a Elpidio Torres y Agustín Tosco. Dos años después, también tiene una decidida intervención en "El Viborazo", que concluye con el gobierno reaccionario de José Camilo Uriburu, en Córdoba.

## Candidatura
En abril de 1971, por el Decreto Nº 18.975, los partidos políticos inician su etapa de reorganización a nivel nacional y en las provincias, para las elecciones que restablecerían nuevamente el sistema democrático de gobierno. Inmediatamente, se constituyó el Frejuli -Frente Justicialista de Liberación-, integrando el segundo lugar de la fórmula para gobernador y vicegobernador con el odontólogo Ricardo Obregón Cano. Triunfaron, luego de celebrarse una segunda vuelta electoral el 15 de abril de 1973, prestando juramento el 25 de mayo de ese año ante la Asamblea Legislativa de Córdoba.
A instancias del peronismo, las organizaciones obreras de la CGT y las cámaras empresariales de la CGE suscribieron el denominado Pacto Social el 8 de junio de 1973; que fijaba la política anti-inflacionaria y la pauta salarial del quinquenio venidero. 
El movimiento obrero de Córdoba se hallaba escindido entre ortodoxos, legalistas, independientes y clasistas. Los tres últimos sectores, opositores al Pacto Social, controlaban gremios de peso estratégico: la UTA, Luz y Fuerza y SMATA, entre otros. En el resto del país los gremios más poderosos se hallaban en manos de la rama ortodoxa. 
Hipólito Atilio López fue dirigente de la Unión Tranviaria Automotor y de la combativa CGT Córdoba. Lideró en el año 1969, junto a Agustín Tosco y Elpidio Torres, el Cordobazo.

## Vicegobernador en el Navarrazo
Con la vuelta de Perón al país se inicia una ofensiva abierta de la ortodoxia peronista contra los gobernadores ligados a la Tendencia Revolucionaria. 
El segundo punto de desgaste es el lock-out organizado por la FETAP -la Cámara del Transporte de Córdoba- el 19 de febrero de 1974, en rechazo al aumento salarial otorgado y con la anuencia del Ministerio de Bienestar Social de la Nación Argentina; con el que los empresarios dispusieron el retiro de casi 1/3 de los ómnibus de la provincia, como método de presión para un aumento de la tarifa. A su vez, el vicegobernador, dirigente de la Unión Tranviarios Automotor de Córdoba, quedaba así sin capacidad de maniobra y movilización para organizar manifestaciones de apoyo al gobierno local.
El 27 de febrero el gobernador Ricardo Obregón Cano, ordena la remoción del Jefe de la Policía de Córdoba, el teniente coronel Antonio Domingo Navarro, exjefe de la Policía Militar del Tercer Cuerpo del Ejército. Pocas horas después las fuerzas policiales se amotinan en el Cabildo de Córdoba, aduciendo una "infiltración marxista". Frente a estos hechos, el Gobernador respondió con su exoneración definitiva y puso en su lugar al Inspector Mayor Rubén Cuello, quien ejercía la subjefatura desde que Navarro detuviera, días atrás, al ex subjefe, Teniente Coronel Julián Chiappe. Esa misma tarde, grupos de civiles habían tomado las emisoras LV2 -La Voz del Pueblo- y LV3 -Radio Córdoba- y comenzado a emitir comunicados en apoyo al jefe de la insurrección, el Gobierno difundió la siguiente declaración: “Antonio Navarro, en franca actitud de rebeldía, lejos de acatar la orden recibida, engaña a sabiendas a parte del personal policial y, con el apoyo de pequeños grupos repudiados por la ciudadanía, se rebela, pretendiendo ser fiscal del gobierno electo por todo el pueblo de la provincia”.El jefe de la policía,, al cabecilla de una asonada de uniformados cordobeses apoyados por comandos civiles que expulsaron del gobierno a Ricardo Obregón Cano y a López en la noche del 27 de febrero.
Por el contrario, Juan Domingo Perón optó por la prescindencia -"que se cocinen en su propia salsa", dijo-, lo cual en la práctica se tradujo en carta blanca para la ortodoxia peronista.[cita requerida]
Junto a los mandatarios, los sediciosos detuvieron a unas setenta personas que se encontraban en la gobernación. Entre ellos estaban los ministros de Bienestar Social y de Gobierno, Antonio Lombardich y Elio Alfredo Bonetto; los diputados Luis Bruno y Blas García; el presidente del Banco de la Provincia de Córdoba, Julio Aliciardi; el Fiscal de Estado, Juan Carlos Bruera; el director de Prensa, Alejo Díaz Tiliar; y el hijo y secretario personal del gobernador, Horacio Obregón Cano. Acusados por Navarro de “proveer armamento a grupos civiles de conocida militancia marxista”, el gobernador y López fueron llevados al Comando Radioeléctrico de la Policía provincial, donde permanecerían cautivos hasta las 17.30 horas del viernes 1 de marzo. El jueves 28 a las 22.00, el presidente de la Cámara de Diputados provincial, Mario Dante Agodino, asumió en forma interina la gobernación. A la misma hora era llevado a cabo un atentado contra el domicilio del destituido gobernador. El sábado 2 de marzo al mediodía, el presidente Juan Domingo Perón interveno la provincia.
El golpe se proponía establecer un mayor control sobre el conjunto del movimiento obrero y disciplinar a los sectores de vanguardia en el peronismo. Además de Ricardo Obregón Cano, también fueron desplazados entonces Oscar Bidegain -provincia de Buenos Aires-, Miguel Ragone -provincia de Salta-, Antenor Gauna -provincia de Formosa, Jorge Cepernic -Santa Cruz- y Alberto Martínez Baca -Mendoza-.

## Secuestro y asesinato
Fue secuestrado por la organización paramilitar en cuestión, y esta organización llamada Triple A, el 16 de septiembre de 1974, y su cuerpo apareció en cercanías de Capilla del Señor, en la provincia de Buenos Aires.
El parte policial que figura en la causa judicial que lleva el juez Norberto Mario Oyarbide detalla: "...alrededor de los cadáveres se hallaron 131 vainas servidas de balas calibre 9 mm., 84 disparadas por ametralladores y 47 por pistolas, una vaina calibre 11.25 y seis vainas calibre 12 mm disparadas por dos escopetas". Cerca de los cuerpos destrozados había 138 vainas. 
Los cuerpos de Atilio López y Juan José Varas fueron hallados al anochecer del 16 de septiembre de 1974. Aquel día López estaba en un hotel del barrio de Once. De allí se lo llevaron integrantes de la Triple A: uno de ellos fue Eduardo Osvaldo Fumega, subinspector de la Policía Federal.

## Homenajes
En su honor existe una  Placa y la Plazoleta Atilio López, frente al Arco de Córdoba. En 2014 se colocó un busto suyo en avenida Vélez Sarsfield y bulevar San Juan.  Ese mismo año se inauguró en el barrio Ramón Carrillo de Villa María una escultura en su honor, además en la misma localidad existe una calle que lleva su nombre.
En Alta Gracia también existe la Autovía Atilio López (ex Ruta 5) y el Jardín de Infantes Vicegobernador Atilio López del Barrio Ciudad Evita, en Córdoba Capital. El Centro Educativo de Nivel Medio para Adultos (CENMA) 111, fue renombrado Atilio López.